# Corto circuito (film)
Corto circuito (Short Circuit) è un film di genere commedia fantascientifica del 1986 diretto da John Badham, con protagonisti Ally Sheedy e Steve Guttenberg. 
Il film è incentrato su un robot militare sperimentale che, colpito da un fulmine, acquisisce consapevolezza di sé, sensibilità d'animo e un'intelligenza simile a quella umana, spingendolo a fuggire dalla sua struttura per scoprire di più sul mondo. 
Distribuito dalla Tristar Pictures, Corto circuito uscì nelle sale nordamericane il 9 maggio 1986, mentre nelle sale italiane il 20 dicembre. Nonostante le recensioni contrastanti da parte della critica, fu un modesto successo al botteghino, incassando oltre 40 milioni di dollari a fronte di un budget di 15 milioni. Grazie al successo riscosso negli Stati Uniti, Corto circuito è comunemente considerato un film cult degli anni '80.
Un sequel, intitolato Corto circuito 2, è uscito nel 1988.

## Trama
"Numero 5" è uno dei cinque robot prototipi costruiti per l'esercito statunitense dalla NOVA Robotics. Durante una dimostrazione organizzata per raccogliere fondi, scoppia un temporale ed un fulmine colpisce Numero 5 mentre era in carica. Divenuto curioso in seguito all'incidente, scappa in modo avventuroso dal laboratorio e finisce casualmente a casa di Stephanie Speck, una giovane ecologa: inizialmente spaventata e convinta che sia un alieno, la ragazza ben presto accetta di contribuire alla continua richiesta di input del robot, che legge tutti i libri presenti in casa sua in brevissimo tempo e inizia a guardare la televisione.
Il giorno dopo Stephanie scopre che Numero 5 è il prodotto della NOVA Robotics e contatta quindi l'azienda restituendo il robot ai legittimi proprietari. Dopo aver compreso da Stephanie il concetto della morte, Numero 5 ha ormai preso coscienza di sé e tenta di fuggire, rivelando infine a Stephanie di essere vivo. Allora la ragazza cerca di persuadere l'esercito a non sparare ma il robot viene spento dal dottor Newton Crosby (lo scienziato che lo ha creato) e preso in custodia dalla NOVA. Tuttavia Numero 5 riesce a riattivarsi completamente e appena ne ha la possibilità scappa di nuovo, tornando da Stephanie. Inizia così una pericolosa fuga per i due, braccati dagli uomini della NOVA. Numero 5 propone a Stephanie di collaborare col dottor Crosby; durante le trattative il robot viene attaccato dai suoi simili, ma grazie alla sua intelligenza riesce a sconfiggerli e riprogrammarli. Sebbene Stephanie e Newton si siano accordati, il poco raccomandabile Capitano Shroeder e il suo esercito entrano in azione, ma il robot e la sua amica riescono a scappare.
Più tardi Newton viene rapito da Numero 5 e trascorre tutta la notte ad interagire con lui e Stephanie, conoscendosi e facendo amicizia; infine l'uomo capisce che il suo robot è realmente vivo. Poco dopo Shroeder e la NOVA li trovano e Newton tenta invano di convincerli che il suo robot è un essere vivente, ma lui e Stephanie vengono presi e allontanati dall'autocarro dove il robot si nasconde. Numero 5 esce scattante dal veicolo e tenta nuovamente la fuga, ma i soldati riescono infine a ucciderlo, facendolo finire in mille pezzi con un elicottero caricatto di lanciarazzi. Shroeder esulta per la vittoria, ma il presidente della NOVA, vedendo distrutto il robot che era il risultato di tanti anni di lavoro, studi e denaro, licenzia in tronco Shroeder.
Stephanie e Newton se ne vanno addolorati ma poi scoprono con gioia che Numero 5 è ancora vivo e vegeto: si era nascosto sotto il loro camion e aveva usato una sua "copia" fatta con dei pezzi di ricambio per distrarre i soldati. I tre amici si dirigono nel Montana, dove il padre di Newton gli ha lasciato un po' di terreno, Stephanie può ospitarci i suoi animali e Numero 5 può nascondersi e continuare a vivere. Alla fine il robot sceglie di chiamarsi "Johnny 5".

## Produzione

### Soggetto
Nel commento audio del DVD il regista ha dichiarato che il film ha un'ispirazione complessa: mentre studiava altri film con i robot come protagonisti, ha notato come in ognuno di loro i robot erano trattati come se le macchine "viventi" fossero la norma.
Invece di ripetere il solito cliché, il regista ha deciso quindi di approntare un approccio più realistico al proprio film; lui e i suoi colleghi si sono quindi posti delle ovvie domande: cosa accadrebbe se un robot realmente prendesse vita? Come reagirebbe realmente la gente?
La naturale risposta era che nessuno ci avrebbe creduto nemmeno per un secondo, da qui l'atteggiamento nel film dei nemici di Numero 5.
Inoltre la storia ricorda quella di AL-76, un racconto di Isaac Asimov del 1942, in cui un robot ben programmato si perde e si ritrova in un ambiente sconosciuto, per lui incomprensibile.

### Riprese
Secondo il commento audio presente nel DVD del film, la realizzazione del robot Numero 5 è stata la parte più costosa del film, in quanto ha richiesto molte versioni in base alle diverse sequenze da girare. Quasi tutto il resto del film è stato invece relativamente di basso costo, consentendo così di investire tutto il denaro necessario nel realizzare i vari elementi del robot.
La maggior parte dei movimenti del braccio di Johnny 5 sono stati controllati con una telemetry suite, uno scheletro metallico della parte superiore del corpo, indossato da un tecnico. Ogni congiunzione aveva un sensore separato, consentendo così il trasferimento immediato alla macchina del movimento del braccio e della mano eseguito dal tecnico. È stato inoltre anche doppiato in tempo reale dal suo burattinaio, in quanto il regista credeva che così si potesse fornire una interazione più realistica tra il robot e gli altri attori.

### Luoghi delle riprese
Il film è stato girato ad Astoria, nello stato dell'Oregon, la stessa cittadina utilizzata come set per i film "Poliziotto alle elementari" e "I Goonies". La casa utilizzata per il set è ancora esistente e si trova al 197 Hume Avenue, Astoria, Oregon 97103.

### Cameo
Durante l'intervista improvvisata a Stephanie, è possibile vedere il cameo del regista John Badham, che appare come cameraman del telegiornale.

## Colonna sonora
1. Main Title (2:12)
2. The Quickening / Off The Bridge (2:45)
3. Discovering Number 5 / Sunrise (4:31)
4. Grasshopper / Joy(less) Ride (4:43)
5. The Attack / Coming To (3:47)
6. Road Block / Bathtub / Robot Battle (2:42)
7. Getaway / Hello, Bozos (2:42)
8. Night Scene / Joke Triumph (4:17)
9. Danger, Nova / Escape Attempt / Aftermath (3:46)
10. Finale / End Title: "Come And Follow Me" - Max Carl And Marcy Levy (5:01)
11. Rock (3:39)
12. Bar (1:51)
13. The Three Stooges (1:08)
14. Who's Johnny - El Debarge (Bonus Track) (4:10)

Le musiche della colonna sonora sono composte da David Shire.

## Accoglienza

### Critica
Corto circuito ha ricevuto recensioni contrastanti da parte della critica. Su Rotten Tomatoes, ha un indice di gradimento del 59% da 37 recensioni e una valutazione media di 5,12/10 con il consenso che afferma: "Amabile e bonario ma anche superficiale e prevedibile, Corto circuito non è così profondo o emotivamente risonante come E.T., anche se Johnny Cinque è un affascinante protagonista di robot". Su Metacritic ha un punteggio di 50 su 100 basato su recensioni di 12 critici, indicando "recensioni contrastanti o medie".
Il periodico Variety ha scritto: "Corto circuito è una fantascienza alla moda e senza sesso" e ha elogiato gli scrittori "per alcuni dialoghi fantastici che sarebbero stati molto meno disarmanti se non fosse stato per l'affascinante robot e per l'affetto di Sheedy per esso. Guttenberg interpreta il suo meglio sciocco." Scrivendo sul New York Times, Vincent Canby ha scritto: "Il film, che ha l'aspetto pulito e ben pulito di una vecchia commedia Disney, è ben recitato". Il Sun-Sentinel ha dato al film una buona recensione, scrivendo: "Numero Cinque è la vera star di questo film energico. Sheedy, Guttenberg e compagnia sono solo attori di supporto". Roger Ebert del Chicago Sun-Times ha valutato il film con 1,5 su 4 quattro stelle e lo ha definito "troppo carino per il suo bene".

### Botteghino
Corto circuito ha debuttato al n. 1 al botteghino degli Stati Uniti con un fine settimana riportato dallo studio di $ 5,3 milioni, anche se fonti indipendenti hanno suggerito che l'incasso è stato gonfiato e più probabilmente tra $ 4,5 e $ 4,7 milioni. Ha incassato un totale nazionale di 40,7 milioni di dollari, classificandosi al 21º posto per il 1986 negli Stati Uniti; si è comportato leggermente meglio di altri successi di quell'anno, come Bella in rosa, La mosca, I tre amigos!, La piccola bottega degli orrori e A proposito della notte scorsa....

## Riconoscimenti
- 1987 - Saturn Award
  - Candidatura come miglior film di fantascienza
  - Candidatura per la miglior regia a John Badham
  - Candidatura per i migliori effetti speciali a Syd Mead e Eric Allard
- 1987 - BMI Film & TV Award
  - BMI Film Music Award a David Shire

## Sequel
Il film ha generato il sequel Corto circuito 2, che però non ha avuto lo stesso successo del primo.

## Altri media
Nel 1987 la Ocean Software pubblicò il videogioco Short Circuit per i computer ZX Spectrum, Commodore 64 e Amstrad CPC, basato con licenza ufficiale sul film.
Il gioco è diviso in due parti: un'avventura arcade nella quale Numero 5 deve scappare dai laboratori e una parte d'azione in cui Numero 5 correndo per la campagna deve combattere nemici ed evitare ostacoli.